# マルガタクワガタ
マルガタクワガタ(Colophon westwoodi)は、甲虫目クワガタムシ科マルガタクワガタ属に属するクワガタムシである。

## 形態
体長は21-26mm（♂）19-24mm（♀）、この属の基準種である。
オスの前脛節はプリモスマルガタクワガタに似たような基本型で、大アゴは太短く基部から内側に向けて湾曲し、内歯は不発達。オスの交尾器は左右非対称。

## 分布
南アフリカケープ州・テーブルマウンテン